# Yacouba Sido
Yacouba Sido (* 1. Oktober 1910 in Maïné-Soroa; † 15. November 1988 in Tanout; auch Yacouba Siddo) war ein nigrischer Politiker.

## Leben
Yacouba Sido absolvierte eine höhere Grundschule und machte einen Abschluss als Landlehrer. Ab 1927 lebte er in Tanout. Dort wirkte er als Direktor der Nomaden-Schule von Garin Marma, die 1947 als eine der ersten Schulen ihrer Art in Niger von der französischen Verwaltung gegründet worden war.
Sido war Mitglied der Partei Union unabhängiger Nigrer und Sympathisanten (UNIS), für die er bei den Parlamentswahlen am 30. März 1952 als Abgeordneter des Kreises Zinder in die Territorialversammlung Nigers gewählt wurde. Am 18. Mai 1952 erfolgte seine Wahl in das Oberhaus Frankreichs in Paris, wo er das damalige französische Territorium Niger repräsentierte. Er war Mitglied der Ausschüsse für Erziehung und Familie (1952–1955), für Wiederaufbau (1954–1958), für Kommunikation (1953), für Fischerei, Landwirtschaft und Landesverteidigung (1955), für Pensionen (1956) sowie für Übersee-Frankreich (1956–1958). Als seine Partei UNIS zerfiel, schloss sich Sido 1956 dem Nigrischen Aktionsblock (BNA) an, der noch im selben Jahr in der Partei Sawaba aufging. Beim Verfassungsreferendum in Niger 1958 trat der Sawaba für ein „Nein“ und damit für die sofortige Unabhängigkeit Nigers von Frankreich ein. Das „Ja“-Lager, das sich für einen Verbleib bei Frankreich aussprach, wurde von der Nigrischen Fortschrittspartei (PPN-RDA) repräsentiert. Yacouba Sido war wie mehrere ehemalige BNA-Mitglieder mit der Sawaba-Haltung unzufrieden und schloss sich dem – schließlich siegreichen – „Ja“-Lager an, vom Sawaba zum PPN-RDA wechselnd. Bei den Wahlen ins französische Oberhaus von 1958 ging Sido als Kandidat der PPN-RDA-Mutterpartei RDA ins Rennen, musste sich aber Issoufou Saïdou Djermakoye von der Sawaba-Mutterpartei PRA geschlagen geben.

## Ehrungen
- Ritter des Schwarzen Sterns von Benin[1]